# المنقبون عن الذهب (فلم 1923)
المنقبون عن الذهب (بالإنجليزية: The Gold Diggers) هو فيلم أبيض وأسود كوميدي صامت إنتاج عام 1923 من قبل شركة وارنر برذرز أخرجه هاري بومونت مع سيناريو غرانت كاربنتر، استنادًا إلى مسرحية المنقبون عن الذهب من قبل أفيري هوبوود والتي عرضت 282 عرضًا في برودواي في عامي 1919 و 1920. الفيلم من إنتاج ديفيد بيلاسكو. وبطولة هوب هامبتون وويندهام ستاندينغ ولويز فازندا

## ملخص الفيلم
يريد والي سوندرز الزواج من فتاة الكورس فيوليت داين ، لكن عمه ستيفن لي يعتقد أن جميع الكوريين هم منقبين عن الذهب (الأشخاص الذين يواعدون الآخرين للحصول على المال منهم) ويرفض العطاء. موافقته. صديق فيوليت جيري لامار (هوب هامبتون) ليس منقبًا عن الذهب ، لكنها توافق على ملاحقة لي بقوة لدرجة أن فيوليت ستبدو ممتلئة بالمقارنة. بالطبع ، يقع العم والصديق في الحب ويتزوجان ، حتى بعد أن يعرف الحقيقة عنها ، ويعطي الإذن لـ Wally و Violet للتورط أيضًا.